# Jaak Uudmäe
Jaak Uudmäe (ur. 3 września 1954 w Tallinnie) – estoński lekkoatleta startujący w barwach ZSRR, specjalizujący się w trójskoku, mistrz olimpijski.

## Życiorys
Największym osiągnięciem Uudmäe był złoty medal igrzysk olimpijskich w 1980 w Moskwie. Skokiem na odległość 17,35 m pokonał wówczas trzykrotnego mistrza olimpijskiego Wiktora Saniejewa oraz ówczesnego rekordzistę świata Brazylijczyka João Carlosa de Oliveirę.
Poza tym Uudmäe trzykrotnie zdobywał medale halowych mistrzostw Europy: srebrny w San Sebastián w 1977, brązowy w Wiedniu w 1979 oraz ponownie srebrny w Sindelfingen w 1980. Na HME w Budapeszcie w 1983 zajął 5. miejsce.
Nigdy nie zdobył mistrzostwa ZSRR na otwartym stadionie, ale w hali był mistrzem w 1977, 1980 i 1983.
Jego syn Jaanus jest także trójskoczkiem i skoczkiem w dal, reprezentantem Estonii.

## Odznaczenia
- Order Estońskiego Czerwonego Krzyża II Klasy – 2001[2]